# 贡贝尔让
贡贝尔让（法語：Gombergean，法語發音：[ɡɔ̃bɛʁʒɑ̃]）是法国卢瓦-谢尔省的一个市镇，位于该省西部，属于旺多姆区。

## 地理
贡贝尔让（47°39'5"N, 1°5'0"E）面积12.18 平方千米，位于法国中央-卢瓦尔河谷大区卢瓦-谢尔省，该省份为法国中北部省份，北起厄尔-卢瓦省，东北接卢瓦雷省，东南接谢尔省，南至安德尔省，西南接安德尔-卢瓦尔省，西北接萨尔特省。
与贡贝尔让接壤的市镇（或旧市镇、城区）包括：弗朗赛、朗塞、朗科姆、普赖、圣阿芒-隆普雷、圣西尔迪戈、圣古尔贡。

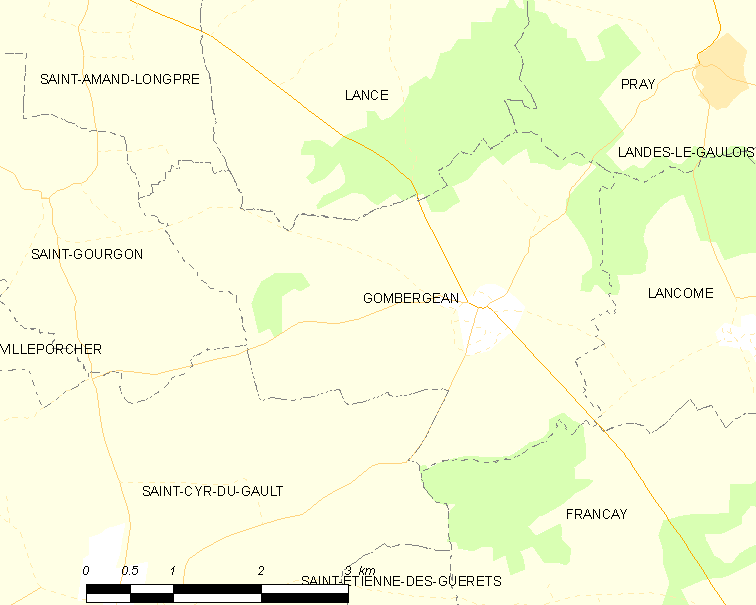
贡贝尔让的OSM定位图

贡贝尔让的时区为UTC+01:00、UTC+02:00（夏令时）。

## 行政
贡贝尔让的邮政编码为41310，INSEE市镇编码为41098。

## 政治
贡贝尔让所属的省级选区为卢瓦河畔蒙图瓦尔县。

## 人口

1962-2008年间贡贝尔让人口变化图示

贡贝尔让于2022年1月1日时的人口数量为163人。